# Pliolepidina
Pliolepidina es un género de foraminífero bentónico normalmente considerado un subgénero de Lepidocyclina, es decir, Lepidocyclina (Pliolepidina) de la subfamilia Lepidocyclininae, de la familia Lepidocyclinidae, de la superfamilia Asterigerinoidea, del suborden Rotaliina y del orden Rotaliida. Su especie tipo es Lepidocyclina (Pliolepidina) tobleri. Su rango cronoestratigráfico abarca desde el Rupeliense (Eoceno superior) hasta el Burdigaliense (Mioceno inferior).

## Clasificación
Pliolepidina incluye a las siguientes especies:
- Pliolepidina ariana †, también considerado como Lepidocyclina (Pliolepidina) ariana † y como Lepidocyclina ariana †
- Pliolepidina aurarensis †, también considerado como Lepidocyclina (Pliolepidina) aurarensis †
- Pliolepidina gubernacula †, también considerado como Lepidocyclina (Pliolepidina) gubernacula †
- Pliolepidina kinlossensis †, también considerado como Lepidocyclina (Pliolepidina) kinlossensis †
- Pliolepidina luxurians †, también considerado como Lepidocyclina (Pliolepidina) luxurians †, de posición genérica incierta
- Pliolepidina macdonaldi †, también considerado como Lepidocyclina (Pliolepidina) macdonaldi † y aceptado como Lepidocyclina macdonaldi †
- Pliolepidina pustulosa †, también considerado como Lepidocyclina (Pliolepidina) pustulosa † y aceptado como Lepidocyclina pustulosa †
- Pliolepidina tobleri †, también considerado como Lepidocyclina (Pliolepidina) tobleri †